# Pyry Soiri
Pyry Henri Hidipo Soiri (Ekenäs, 22 settembre 1994) è un calciatore finlandese di origini namibiane, difensore o centrocampista dell'Athens Kallithea e della nazionale finlandese.

## Caratteristiche tecniche
È un terzino destro, ma può giocare anche come ala destra.

## Carriera

### Club
Cresciuto nelle giovanili del MyPa, ha esordito il 20 gennaio 2012 in occasione del match di Liigacup perso 4-0 contro l'HJK.

### Nazionale
Ha giocato nella nazionale finlandese Under-21.
Ha esordito con la nazionale finlandese il 6 ottobre 2017 in occasione del match di qualificazione al Mondiale 2018 pareggiato 1-1 contro la Croazia, segnando la rete del pareggio al 90'.

## Statistiche

### Presenze e reti nei club
Statistiche aggiornate al 16 giugno 2021.
| Stagione                 | Squadra                  | Campionato               | Campionato | Campionato | Coppe nazionali | Coppe nazionali | Coppe nazionali | Coppe continentali | Coppe continentali | Coppe continentali | Altre coppe | Altre coppe | Altre coppe | Totale | Totale | Totale |
| Stagione                 | Squadra                  | Comp                     | Pres       | Reti       | Comp            | Pres            | Reti            | Comp               | Pres               | Reti               | Comp        | Pres        | Reti        | Pres   | Reti   |        |
| ------------------------ | ------------------------ | ------------------------ | ---------- | ---------- | --------------- | --------------- | --------------- | ------------------ | ------------------ | ------------------ | ----------- | ----------- | ----------- | ------ | ------ | ------ |
| 2012                     | MyPa                     | VL                       | 2          | 0          | CF+CdL          | 2+4             | 0               | UEL                | 0                  | 0                  |             | -           | -           | 8      | 0      |        |
| 2012                     | JäPS                     | K                        | 2          | 0          | CF+CdL          | 0               | 0               |                    | -                  | -                  |             | -           | -           | 2      | 0      |        |
| 2012                     | KTP                      | K                        | 12         | 2          | CF+CdL          | 0               | 0               |                    | -                  | -                  |             | -           | -           | 12     | 2      |        |
| 2013                     | MyPa                     | VL                       | 23         | 1          | CF+CdL          | 0+3             | 0               |                    | -                  | -                  |             | -           | -           | 26     | 1      |        |
| 2014                     | MyPa                     | VL                       | 25         | 0          | CF+CdL          | 1+4             | 0               | UEL                | 4                  | 0                  |             | -           | -           | 34     | 0      |        |
| Totale MyPa              | Totale MyPa              | Totale MyPa              | 50         | 1          |                 | 14              | 0               |                    | 0                  | 0                  |             | -           | -           | 64     | 1      |        |
| 2015                     | VPS                      | VL                       | 32         | 4          | CF+CdL          | 0+2             | 0               | UEL                | 2                  | 0                  |             | -           | -           | 36     | 4      |        |
| 2016                     | VPS                      | VL                       | 30         | 10         | CF+CdL          | 2+4             | 1+0             |                    | -                  | -                  |             | -           | -           | 36     | 11     |        |
| Totale VPS               | Totale VPS               | Totale VPS               | 62         | 14         |                 | 8               | 1               |                    | 2                  | 0                  |             | -           | -           | 72     | 15     |        |
| 2017                     | Šachcër Salihorsk        | VL                       | 22         | 3          | CB              | 5               | 1               | UEL                | 1                  | 0                  |             | -           | -           | 28     | 4      |        |
| 2018                     | Šachcër Salihorsk        | VL                       | 4          | 0          | CB              | 2               | 1               |                    | -                  | -                  |             | -           | -           | 6      | 1      |        |
| giu.-ago.2018            | Šachcër Salihorsk        | VL                       | 0          | 0          | CB              | 1               | 3               | UEL                | 2                  | 0                  |             | -           | -           | 3      | 3      |        |
| Totale Šachcër Salihorsk | Totale Šachcër Salihorsk | Totale Šachcër Salihorsk | 26         | 3          |                 | 8               | 5               |                    | 3                  | 0                  |             | -           | -           | 37     | 8      |        |
| 2018-2019                | Admira Wacker M.         | BL                       | 12         | 2          | CA              | 0               | 0               |                    | -                  | -                  |             | -           | -           | 12     | 2      |        |
| 2019-2020                | Esbjerg                  | SL                       | 24         | 1          | CD              | 2               | 1               | UEL                | 2                  | 0                  |             | -           | -           | 28     | 2      |        |
| 2020-2021                | Esbjerg                  | SL                       | 26         | 3          | CD              | 0               | 0               |                    | -                  | -                  |             | -           | -           | 26     | 3      |        |
| Totale Esbjerg           | Totale Esbjerg           | Totale Esbjerg           | 50         | 4          |                 | 2               | 1               |                    | 2                  | 0                  |             | -           | -           | 54     | 5      |        |
| Totale carriera          | Totale carriera          | Totale carriera          | 204        | 26         |                 | 32              | 7               |                    | 11                 | 0                  |             | -           | -           | 257    | 33     |        |

### Cronologia presenze e reti in nazionale
| Cronologia completa delle presenze e delle reti in nazionale ― Finlandia | Cronologia completa delle presenze e delle reti in nazionale ― Finlandia | Cronologia completa delle presenze e delle reti in nazionale ― Finlandia | Cronologia completa delle presenze e delle reti in nazionale ― Finlandia | Cronologia completa delle presenze e delle reti in nazionale ― Finlandia | Cronologia completa delle presenze e delle reti in nazionale ― Finlandia | Cronologia completa delle presenze e delle reti in nazionale ― Finlandia | Cronologia completa delle presenze e delle reti in nazionale ― Finlandia |
| Data                                                                     | Città                                                                    | In casa                                                                  | Risultato                                                                | Ospiti                                                                   | Competizione                                                             | Reti                                                                     | Note                                                                     |
| ------------------------------------------------------------------------ | ------------------------------------------------------------------------ | ------------------------------------------------------------------------ | ------------------------------------------------------------------------ | ------------------------------------------------------------------------ | ------------------------------------------------------------------------ | ------------------------------------------------------------------------ | ------------------------------------------------------------------------ |
| 6-10-2017                                                                | Osijek                                                                   | Croazia                                                                  | 1 – 1                                                                    | Finlandia                                                                | Qual. Mondiali 2018                                                      | 1                                                                        | 80’                                                                      |
| 9-10-2017                                                                | Turku                                                                    | Finlandia                                                                | 2 – 2                                                                    | Turchia                                                                  | Qual. Mondiali 2018                                                      | -                                                                        | 82’                                                                      |
| 9-11-2017                                                                | Helsinki                                                                 | Finlandia                                                                | 3 – 0                                                                    | Estonia                                                                  | Amichevole                                                               | 1                                                                        | 60’                                                                      |
| 11-1-2018                                                                | Abu Dhabi                                                                | Giordania                                                                | 1 – 2                                                                    | Finlandia                                                                | Amichevole                                                               | -                                                                        | 58’                                                                      |
| 23-3-2018                                                                | Belek                                                                    | Finlandia                                                                | 0 – 0                                                                    | Macedonia                                                                | Amichevole                                                               | -                                                                        | 68’                                                                      |
| 26-3-2018                                                                | Belek                                                                    | Finlandia                                                                | 5 – 0                                                                    | Malta                                                                    | Amichevole                                                               | 1                                                                        | 61’                                                                      |
| 5-6-2018                                                                 | Ploiești                                                                 | Romania                                                                  | 2 – 0                                                                    | Finlandia                                                                | Amichevole                                                               | -                                                                        | 57’ 82’                                                                  |
| 9-6-2018                                                                 | Tampere                                                                  | Finlandia                                                                | 2 – 0                                                                    | Bielorussia                                                              | Amichevole                                                               | -                                                                        | 46’                                                                      |
| 8-9-2018                                                                 | Tampere                                                                  | Finlandia                                                                | 1 – 0                                                                    | Ungheria                                                                 | UEFA Nations League 2018-2019 - 1º turno                                 | -                                                                        | 85’                                                                      |
| 11-9-2018                                                                | Helsinki                                                                 | Finlandia                                                                | 1 – 0                                                                    | Estonia                                                                  | UEFA Nations League 2018-2019 - 1º turno                                 | -                                                                        |                                                                          |
| 12-10-2018                                                               | Tallinn                                                                  | Estonia                                                                  | 0 – 1                                                                    | Finlandia                                                                | UEFA Nations League 2018-2019 - 1º turno                                 | -                                                                        | 68’                                                                      |
| 15-10-2018                                                               | Helsinki                                                                 | Finlandia                                                                | 2 – 0                                                                    | Grecia                                                                   | UEFA Nations League 2018-2019 - 1º turno                                 | 1                                                                        | 86’                                                                      |
| 15-11-2018                                                               | Atene                                                                    | Grecia                                                                   | 1 – 0                                                                    | Finlandia                                                                | UEFA Nations League 2018-2019 - 1º turno                                 | -                                                                        | 74’                                                                      |
| 23-3-2019                                                                | Udine                                                                    | Italia                                                                   | 2 – 0                                                                    | Finlandia                                                                | Qual. Euro 2020                                                          | -                                                                        | 90’                                                                      |
| 26-3-2019                                                                | Erevan                                                                   | Armenia                                                                  | 0 – 2                                                                    | Finlandia                                                                | Qual. Euro 2020                                                          | 1                                                                        | 57’                                                                      |
| 11-6-2019                                                                | Vaduz                                                                    | Liechtenstein                                                            | 0 – 2                                                                    | Finlandia                                                                | Qual. Euro 2020                                                          | -                                                                        | 74’                                                                      |
| 5-9-2019                                                                 | Tampere                                                                  | Finlandia                                                                | 1 – 0                                                                    | Grecia                                                                   | Qual. Euro 2020                                                          | -                                                                        | 90+3’                                                                    |
| 8-9-2019                                                                 | Tampere                                                                  | Finlandia                                                                | 1 – 2                                                                    | Italia                                                                   | Qual. Euro 2020                                                          | -                                                                        | 82’                                                                      |
| 12-10-2019                                                               | Zenica                                                                   | Bosnia ed Erzegovina                                                     | 4 – 1                                                                    | Finlandia                                                                | Qual. Euro 2020                                                          | -                                                                        | 46’                                                                      |
| 15-10-2019                                                               | Turku                                                                    | Finlandia                                                                | 3 – 0                                                                    | Armenia                                                                  | Qual. Euro 2020                                                          | -                                                                        | 61’                                                                      |
| 15-11-2019                                                               | Helsinki                                                                 | Finlandia                                                                | 3 – 0                                                                    | Liechtenstein                                                            | Qual. Euro 2020                                                          | -                                                                        | 78’                                                                      |
| 18-11-2019                                                               | Amarousio                                                                | Grecia                                                                   | 2 – 1                                                                    | Finlandia                                                                | Qual. Euro 2020                                                          | -                                                                        | 77’                                                                      |
| 3-9-2020                                                                 | Helsinki                                                                 | Finlandia                                                                | 0 – 1                                                                    | Galles                                                                   | UEFA Nations League 2020-2021 - 1º turno                                 | -                                                                        | 86’                                                                      |
| 7-10-2020                                                                | Danzica                                                                  | Polonia                                                                  | 5 – 1                                                                    | Finlandia                                                                | Amichevole                                                               | -                                                                        | 82’                                                                      |
| 11-10-2020                                                               | Helsinki                                                                 | Finlandia                                                                | 2 – 0                                                                    | Bulgaria                                                                 | UEFA Nations League 2020-2021 - 1º turno                                 | -                                                                        | 74’                                                                      |
| 14-10-2020                                                               | Helsinki                                                                 | Finlandia                                                                | 1 – 0                                                                    | Irlanda                                                                  | UEFA Nations League 2020-2021 - 1º turno                                 | -                                                                        | 46’                                                                      |
| 15-11-2020                                                               | Sofia                                                                    | Bulgaria                                                                 | 1 – 2                                                                    | Finlandia                                                                | UEFA Nations League 2020-2021 - 1º turno                                 | -                                                                        | 68’                                                                      |
| 18-11-2020                                                               | Cardiff                                                                  | Galles                                                                   | 3 – 1                                                                    | Finlandia                                                                | UEFA Nations League 2020-2021 - 1º turno                                 | -                                                                        | 75’                                                                      |
| 31-3-2021                                                                | San Gallo                                                                | Svizzera                                                                 | 3 – 2                                                                    | Finlandia                                                                | Amichevole                                                               | -                                                                        | 46’                                                                      |
| 29-5-2021                                                                | Solna                                                                    | Svezia                                                                   | 2 – 0                                                                    | Finlandia                                                                | Amichevole                                                               | -                                                                        | 69’                                                                      |
| 4-6-2021                                                                 | Helsinki                                                                 | Finlandia                                                                | 0 – 1                                                                    | Estonia                                                                  | Amichevole                                                               | -                                                                        | 82’                                                                      |
| 16-6-2021                                                                | San Pietroburgo                                                          | Finlandia                                                                | 0 – 1                                                                    | Russia                                                                   | Euro 2020 - 1º turno                                                     | -                                                                        | 75’                                                                      |
| 1-9-2021                                                                 | Helsinki                                                                 | Finlandia                                                                | 0 – 0                                                                    | Galles                                                                   | Amichevole                                                               | -                                                                        | 64’                                                                      |
| 7-9-2021                                                                 | Lione                                                                    | Francia                                                                  | 2 – 0                                                                    | Finlandia                                                                | Qual. Mondiali 2022                                                      | -                                                                        | 63’                                                                      |
| 26-9-2022                                                                | Podgorica                                                                | Montenegro                                                               | 0 – 2                                                                    | Finlandia                                                                | UEFA Nations League 2022-2023 - 1º turno                                 | -                                                                        | 88’                                                                      |
| 20-11-2022                                                               | Oslo                                                                     | Norvegia                                                                 | 1 – 1                                                                    | Finlandia                                                                | Amichevole                                                               | -                                                                        | 90+1’                                                                    |
| 9-1-2023                                                                 | Faro                                                                     | Svezia                                                                   | 2 – 0                                                                    | Finlandia                                                                | Amichevole                                                               | -                                                                        | 65’                                                                      |
| 12-1-2023                                                                | Albufeira                                                                | Estonia                                                                  | 1 – 0                                                                    | Finlandia                                                                | Amichevole                                                               | -                                                                        | 90’                                                                      |
| 26-3-2023                                                                | Belfast                                                                  | Irlanda del Nord                                                         | 0 – 1                                                                    | Finlandia                                                                | Qual. Euro 2024                                                          | -                                                                        | 70’ 90+4’                                                                |
| 19-6-2023                                                                | Helsinki                                                                 | Finlandia                                                                | 6 – 0                                                                    | San Marino                                                               | Qual. Euro 2024                                                          | -                                                                        | 80’                                                                      |
| 10-9-2023                                                                | Helsinki                                                                 | Finlandia                                                                | 0 – 1                                                                    | Danimarca                                                                | Qual. Euro 2024                                                          | -                                                                        | 62’                                                                      |
| 17-10-2023                                                               | Helsinki                                                                 | Finlandia                                                                | 1 – 2                                                                    | Kazakistan                                                               | Qual. Euro 2024                                                          | -                                                                        | 88’                                                                      |
| 20-11-2023                                                               | Serravalle                                                               | San Marino                                                               | 1 – 2                                                                    | Finlandia                                                                | Qual. Euro 2024                                                          | 2                                                                        | 71’                                                                      |
| 26-3-2024                                                                | Helsinki                                                                 | Finlandia                                                                | 2 – 1                                                                    | Estonia                                                                  | Amichevole                                                               | -                                                                        | 63’                                                                      |
| 4-6-2024                                                                 | Lisbona                                                                  | Portogallo                                                               | 4 – 2                                                                    | Finlandia                                                                | Amichevole                                                               | -                                                                        | 46’                                                                      |
| Totale                                                                   |                                                                          | Presenze                                                                 | 45                                                                       |                                                                          | Reti                                                                     | 7                                                                        |                                                                          |

## Palmarès

### Club

#### Competizioni nazionali
- Campionato finlandese: 2

HJK: 2022, 2023
- Liigacup: 1

HJK: 2023